# Hinokitiol (β-thujaplicin)
L'Hinokitiol (β-thujaplicin) és un monoterpenoide natural present a la fusta de les cupressàcies. Es tracta d'un derivat de la tropolona i forma part dels thujaplicines. L'hinokitiol està estructuralment relacionat amb la tropolona, que no presenta el substituent isopropil. Les tropolones són conegudes principalment per la seva capacitat quelant. L'hinokitiol s'utilitza àmpliament per les seves propietats antivirals d'ampli espectre, especialment en productes per a la higiene bucal i en productes de tractament, antimicrobians i acció antiinflamatòria. A més, actua com a ionòfor de zinc i ferro, i és aprovat com a additiu alimentari.

## Història
El seu nom prové del fet que es va aïllar per primera vegada en el hinoki taiwanès l'any 1936. L'hinokitiol és el primer compost aromàtic no benzenoide identificat. El compost té una estructura molecular heptagonal i va ser sintetitzat per primera vegada l'any 1951. Tot i que es troba gairebé absent en el hinoki japonès, és present en altes concentracions (al voltant del 0,04% de la massa de la fusta) com el Juniperus cedrus, el cedre Hiba (Thujopsis dolabrata) i en el cedre roig occidental (Thuja plicata). L'hinokitiol es pot extreure fàcilment de la fusta de cedre mitjançant dissolvents i ultrasons.

## Síntesi
L'hinokitiol, es pot sintetitzar mitjançant la cicloaddició d'isopropilciclopentadiè i dicloroquetè, la cicloaddició 1,3-dipolar del 5-isopropil-1-metil-3-oxidopiridini, l'expansió de l'anell del 2-isopropilciclohexanona, la hidroxilació regiocontrolada dels cicloadductes oxiallílics (4+3), de manera regioselectiva a partir de (R)-(+)-limonè, i del complex tricarbonil de ferro-tropona. L'hinokitiol també es pot aïllar mitjançant cultius de cèl·lules vegetals, o extreure fàcilment de la fusta amb dissolvents químics i ultrasons.

## Activitat antimicrobiana
L'hinokitiol presenta una àmplia gamma d'activitats biològiques, explorades i caracteritzades en la literatura científica. La seva activitat més coneguda és la potent capacitat antimicrobiana contra una gran varietat de bacteris i fongs, independentment de la seva resistència als antibiòtics. En concret, ha demostrat ser eficaç contra patògens humans comuns com Streptococcus pneumoniae, Streptococcus mutans i Staphylococcus aureus. A més, ha mostrat efectes inhibidors sobre Chlamydia trachomatis i podria tenir una aplicació clínica com a medicament tòpic.

## Activitat antiviral
Estudis recents han demostrat que l'hinokitiol també té una acció antiviral reforçada quan es combina amb compostos de zinc, essent eficaç contra virus com el rinovirus, el coxsackievirus i el mengovirus. L'hinokitiol inhibeix la replicació viral en funció de la disponibilitat d'ions metàl·lics divalents, ja que actua com a quelant d'aquests. La presència de zinc, en combinació amb l'hinokitiol, reforça aquesta capacitat antiviral.
Els possibles efectes antivirals de l'hinokitiol sorgeixen de la seva acció com a ionòfor de zinc, inhibint la maquinària de replicació dels virus d'ARN. Els ions de zinc tenen capacitat d'inhibir significativament la replicació viral dintre de les cèl·lules i demostren que l'acció depèn de l'afluència de zinc. Aquest estudi es va realitzar amb la piritiona de ionòfor de zinc, que funciona de manera molt similar a l'hinokitiol.
En els cultius cel·lulars, l'hinokitiol inhibeix el rinovirus humà, el coxsackievirus i la multiplicació per mengovirus. L'hinokitiol interfereix en el processament de poliproteïnes virals inhibint així la replicació del picornavirus; ja que afecta el processament viral de poliproteïna depenent de la disponibilitat d'ions de zinc.

## Altres activitats

### Activitat antitumoral
L'hinokitiol també mostra propietats antiinflamatòries i antitumorals. Aquestes es reflecteixen en diversos estudis de cèl·lules in vitro i en estudis d'animals in vivo. L'hinokitiol inhibeix marcadors i vies inflamatòries  com TNF-a i NF-kB. D'aquí que s'estigui estudiant el seu potencial per al tractament d'afeccions inflamatòries o autoimmunes cròniques. D'altra banda, s'ha reportat que l'hinokitiol exercia citotoxicitat en diverses línies cel·lulars canceroses induint processos autofàgics.
En cultius cel·lulars i estudis en animals ha demostrat que serveix per a inhibir la metàstasi i té efectes antiproliferatius en les cèl·lules canceroses.

### Ionòfor
S'ha demostrat que l'hinokitiol restaura la producció d'hemoglobina en rosegadors, actuant com a ionòfor de ferro per canalitzar-lo cap a l'interior de les cèl·lules, augmentant així els nivells intracel·lulars de ferro. El químic Martin Burke i el seu equip de la Universitat d'Illinois a Urbana-Champaign, juntament amb altres institucions, van descriure un ús mèdic significatiu per a l'hinokitiol. Burke buscava superar el trànsit irregular de ferro en animals, que pot causar anèmia o l'efecte contrari, l'hemocromatosi. Mitjançant l'ús de cultius de llevat amb gens esgotats com a models, els investigadors van analitzar una col·lecció de petites biomolècules per identificar signes de transport de ferro i, per tant, creixement cel·lular. L'hinokitiol va demostrar la capacitat de restaurar la funcionalitat cel·lular. Un treball posterior de l'equip va establir el mecanisme pel qual l'hinokitiol regula el transport de ferro a nivell cel·lular. En estudis amb mamífers, es va descobrir que els rosegadors dissenyats per no tenir "proteïnes de ferro" recuperaven l'absorció intestinal de ferro quan eren alimentats amb hinokitiol. En un estudi similar amb peixos zebra, la molècula va restaurar la producció d'hemoglobina.
L'hinokitiol també actua com a ionòfor de zinc, una capacitat que es creu que contribueix a inhibir la replicació viral i a facilitar el transport de molècules a través de la membrana plasmàtica o intracel·lular, augmentant la concentració de zinc dins les cèl·lules. Així, aprofitant les propietats antivirals del zinc en combinació amb l'hinokitiol, es pot afavorir l'absorció del primer. S'ha demostrat que en algunes cèl·lules canceroses existeix una deficiència de zinc, i la disminució dels nivells òptims de zinc intracel·lular podria contribuir a la inhibició del creixement tumoral. No obstant això, cal més investigació per determinar les concentracions òptimes i els mètodes d'administració combinada amb zinc.

## Usos

### Cosmètics
L'hinokitiol s'utilitza àmpliament en una àmplia gamma de productes de consum, incloent-hi cosmètics, pastes de dents, aerosols orals, protectors solars i tractaments per al creixement del cabell. Una de les marques líders en la comercialització de productes amb hinokitiol és Hinoki Clinical, que es va establir poc després de la primera extracció industrial d'hinokitiol l'any 1955. Fora d'Àsia, es comercialitzen productes que utilitzen aquest compost com ara sèrum antioxidant.
L'any 2006, l'hinokitiol va ser classificat a la Llista de Substàncies Domèstiques del Canadà com a no persistent, no bioacumulatiu i no tòxic per als organismes aquàtics. El Grup de Treball Ambiental (EWG), una organització activista nord-americana, ha dedicat una pàgina a l'hinokitiol, on el qualifica de 'baix risc' en categories com al·lèrgies i immunotoxicitat, càncer, i toxicitat en el desenvolupament i la reproducció.

### Higiene bucal
Des d'un punt de vista aplicat, s'ha realitzat una investigació considerable sobre les aplicacions orals de l'hinokitiol, impulsada per la creixent demanda de productes d'higiene bucal que inclouen aquest compost.
El 2 d'abril de 2020, el productor australià d'òxid de zinc Advance Nanotek va presentar una sol·licitud conjunta de patents amb AstiVita Limited. Aquesta sol·licitud cobria una composició antiviral que incloïa diversos productes d'higiene bucal que contenien hinokitiol.